# Carrer Vilafant (Figueres)
El Carrer Vilafant és un carrer del municipi de Figueres (Alt Empordà) protegit com a bé cultural d'interès local.

## Descripció
S'observa una homogeneïtat ambiental per la persistència d'edificacions ordenades amb ritmes regulars d'eixos verticals, emmarcaments, motlluracions i cornises. Sobre la parcel·lació original conviuen edificacions del XIX, edificacions de planta neoclàssica en bon estat i algunes singularitats de principis de segle. Plantes baixes emmarcats de dentell o arc rebaixat. Balcons d'alçades i volades decreixents i cornises motllurades.